# Hoya pendula
Hoya pendula är en oleanderväxtart som beskrevs av Robert Wight och Arn.. Hoya pendula ingår i släktet Hoya och familjen oleanderväxter. Inga underarter finns listade i Catalogue of Life.